# Masbaraud-Mérignat
Masbaraud-Mérignat är en kommun i departementet Creuse i regionen Nouvelle-Aquitaine i de centrala delarna av Frankrike. Kommunen ligger i kantonen Bourganeuf som tillhör arrondissementet Guéret. År 2018 hade Masbaraud-Mérignat 353 invånare.

## Befolkningsutveckling
Antalet invånare i kommunen Masbaraud-Mérignat
Referens:INSEE